# Kitolov-2M
Kitolov-2M är ett ryskt laserstyrt 120mm granatkastar- och 122 mm artillerigranat med Malakhit automatiserad artilleri eldledningssystem som kan attackera stationära och rörliga mål med topp attackmönster. Flera granatkastare som använder detta system kan skjuta samtidigt utan att störa varandra, och systemet använder vanliga data för mål grupperade utspridda på avstånd på upp till 300 m.